# 佛尔巨盾蛞蝓
佛尔巨盾蛞蝓（学名：Macrochlamys fargesianus）为拟阿勇蛞蝓科巨盾蛞蝓属的动物，是中国的特有物种。分布于四川等地，生活环境为陆地，主要生活于山区、丘陵地带、农田、住宅附近潮湿的石块落叶下以及灌木杂草丛中。